# Future International Center Phase I
Le Future International Center Phase I est un gratte-ciel de 236 mètres construit en 2007 à Chongqing en Chine.